# Mari (stad)
| Geschiedenis van Mesopotamië |                                              |                                              |                                              |                                                                        |                                                                        |                                                                        |                                                                        |
| Prehistorisch Mesopotamië pre–3100 v. Chr. Hassunacultuur 6400-5800 Samarracultuur 5500-4800 Halafcultuur 5500-4500 Obeidcultuur 5500-4000 Urukperiode 4000-3100                              |                                              |                                              |                                              |                                                                        |                                                                        |                                                                        |                                                                        |
| Sumerië Jemdet Nasr-periode 3100-2900 Vroeg-dynastieke periode 2900-2350 Ebla 2500-2350 — Mari 2900- 1750 Akkadische Rijk 2350-2150 Guti-overheersing 2212–2120 Neo-Sumerische Rijk 2120–2004 |                                              |                                              |                                              |                                                                        |                                                                        |                                                                        |                                                                        |
| Tijd van Isin en Larsa 2004–1763 v. Chr. | Tijd van Isin en Larsa 2004–1763 v. Chr.     | Tijd van Isin en Larsa 2004–1763 v. Chr.     | Tijd van Isin en Larsa 2004–1763 v. Chr.     | Oud-Assyrische periode 2000–1756 v. Chr.                               | Oud-Assyrische periode 2000–1756 v. Chr.                               | Oud-Assyrische periode 2000–1756 v. Chr.                               | Oud-Assyrische periode 2000–1756 v. Chr.                               |
| Babylonië Oud-Babylonische Rijk 1750-1595 |                                              |                                              |                                              |                                                                        |                                                                        |                                                                        |                                                                        |
| Karduniaš 1590-1100 Midden-Babylonische Rijk | Karduniaš 1590-1100 Midden-Babylonische Rijk | Karduniaš 1590-1100 Midden-Babylonische Rijk | Karduniaš 1590-1100 Midden-Babylonische Rijk | Mitanni 15e eeuw Midden-Assyrische Rijk 1400-1200 Hanigalbat 1400-1200 | Mitanni 15e eeuw Midden-Assyrische Rijk 1400-1200 Hanigalbat 1400-1200 | Mitanni 15e eeuw Midden-Assyrische Rijk 1400-1200 Hanigalbat 1400-1200 | Mitanni 15e eeuw Midden-Assyrische Rijk 1400-1200 Hanigalbat 1400-1200 |
| Nieuw-Assyrische Rijk 900-609 |                                              |                                              |                                              |                                                                        |                                                                        |                                                                        |                                                                        |
| Nieuw-Babylonische Rijk 626-539 |                                              |                                              |                                              |                                                                        |                                                                        |                                                                        |                                                                        |
| Portaal Geschiedenis Portaal Mesopotamië |                                              |                                              |                                              |                                                                        |                                                                        |                                                                        |                                                                        |

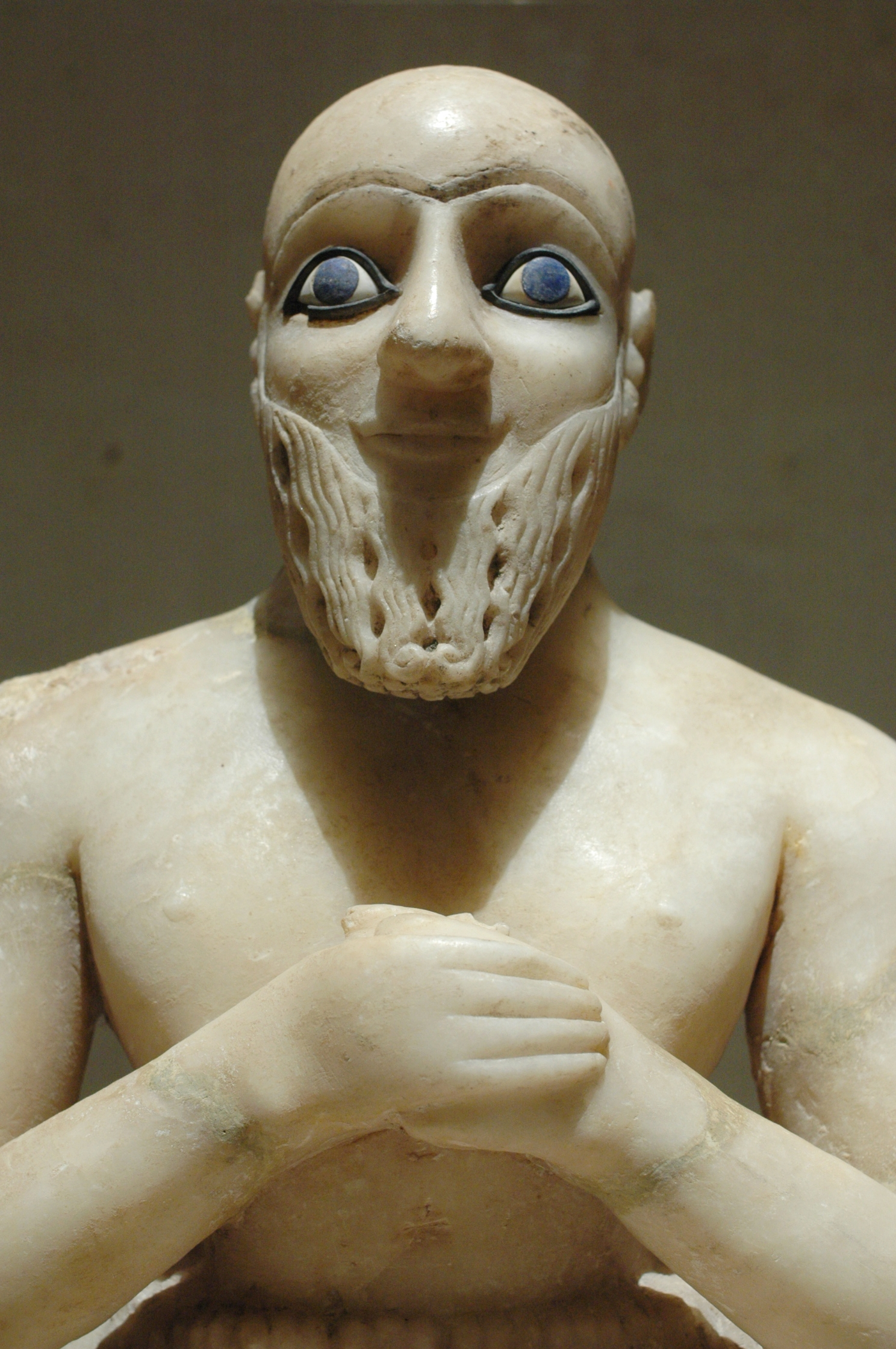
Intendant Ebih-Il, gevonden in de tempel van Ishtar te Mari, Archaïsche Dynastieën (ca. 2400 v.Chr.), Louvre

Mari was een oude stad in Syrië bij de moderne plaats Tell Hariri (of Tell Harriri), op de westelijke oever van de Eufraat. Waarschijnlijk is Mari bewoond geweest vanaf het derde millennium v.Chr., van 2900 v.Chr. tot 1759 v.Chr., toen het geplunderd werd door Hammurabi. Een belangrijke rivaal was de stadstaat Ebla die de hand zou hebben gehad in de vernieling van Mari.

## Ligging
Mari was gelegen in het dal van de middenloop van de Eufraat, in een dorre streek met te weinig neerslag om landbouw te kunnen beoefenen zonder een ingewikkeld en kostbaar irrigatiesysteem. Het was geen vanzelfsprekende plek voor een grote stad. Dat die daar toch gekomen is komt door de gunstige ligging aan de handelsroute van Syrië naar het zuiden van Mesopotamië.

### Metaalbewerking
De Franse archeoloog Jean-Claude Margueron schrijft in zijn in 2003 verschenen boek Mari, capitale sur l'Euphrate dat deze stad omstreeks 3000 v.Chr. gebouwd is om te dienen als centrum voor de vervaardiging van koperen wapens en gebruiksvoorwerpen. De plaats lag niet te ver van het Taurusgebergte, waarvandaan hout en koper werden gehaald.

## Opgravingsgeschiedenis
In 1933 vonden Bedoeïenen in Mari een beeld tijdens het graven van een graf. Nadat het nieuws de Franse autoriteiten, die toen Syrië bestuurden, bereikte werd de melding nagetrokken en de opgravingen door Franse archeologen van het Louvre in Parijs begonnen op 14 december 1933. De ontdekkingen kwamen al snel, de tempel van Isjtar werd de volgende maand ontdekt. Mari werd door de archeologen geclassificeerd als "de meest westelijke voorpost van de Sumerische cultuur". Sinds het begin van de opgravingen zijn er meer dan 25.000 kleitabletten gevonden met teksten in het Akkadisch.
Behalve in de periode 1939-1951 zijn er sindsdien elk jaar opgravingen verricht. Minder dan de helft van het terrein van 1000 bij 600 meter van Mari is per 2005 blootgelegd. Pogingen van archeologen om te bepalen hoeveel lagen er boven elkaar liggen zijn tot op heden mislukt. Volgens de Franse archeoloog André Parrot komt dat omdat "elke keer dat er werd begonnen aan een verticale boring om door de geschiedenis van de site tot maagdelijke grond te gaan werden er zulke belangrijke ontdekkingen gedaan dat het horizontale afgraven moest worden hervat".

## Oude geschiedenis

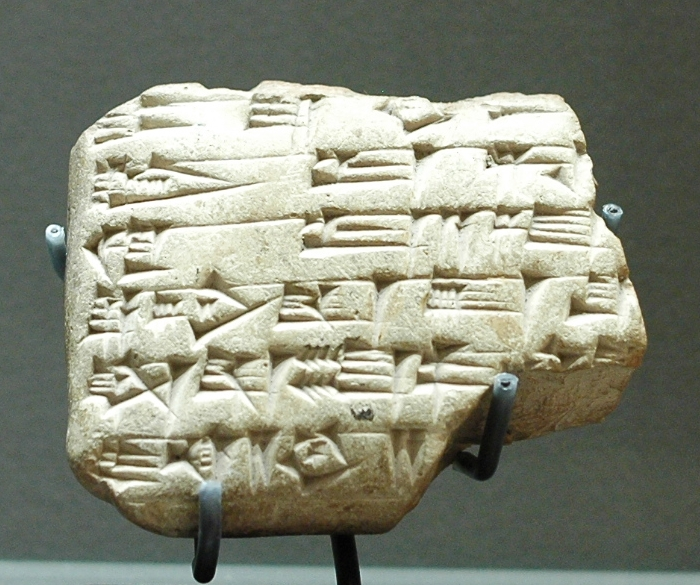
Tablet van koning Zimri-Lim van Mari, ca. 1780 v. Chr, Louvre

Mari is bewoond geweest vanaf het vijfde millennium v.Chr. maar de stad was vooral belangrijk tijdens het derde en tweede millennium. De inwoners van Mari behoorden tot een Semitisch volk, waarschijnlijk behorend tot dezelfde Eblaïtische en Akkadische migratie.

### De eerste gouden eeuw
De stad was voorspoedig door de strategische ligging als pleisterplaats op de route tussen de Sumerische steden van het lagere Mesopotamië en de steden in het noorden van Syrië. Sumer had bouwmaterialen zoals hout en natuursteen uit Syrië nodig en deze materialen moesten op hun weg naar Sumer Mari passeren. De eerste bloeiperiode van Mari liep gelijktijdig met die van de stadstaat Ebla waarmee voortdurend een zekere concurrerende rivaliteit werd gevoerd. Dit is de periode rond 2500 v.Chr. - 2350 v.Chr.

### Eerste verwoesting
Na een in 2900 v.Chr. aangevangen periode waarin Mari een belangrijke positie had en vervolgens tot bloei kwam werd de stad in ca. 2350 v.Chr. verwoest. Door deze verwoesting verloor de streek een tijd lang aan betekenis en van de stad bleef lange tijd niet meer over dan een dorp. De historici zijn verdeeld over de vraag wie de stad verwoest heeft: sommigen noemen Sargon van Akkad (die zei dat hij op zijn beroemd geworden veldtocht naar het westen door Mari was gekomen), terwijl anderen de Eblaïeten, de traditionele rivalen van Mari op handelsgebied noemen.

### De tweede gouden eeuw
De stad herwon zijn oude status onder een Amoritische dynastie met namen die op -Lim eindigen. De tweede gouden eeuw begon omstreeks 1900 v.Chr.. De eerste koning uit de Lim-dynastie die Mari tot een machtige onafhankelijke stad maakte was Yahdun-Lim. Hij hield zelfs een veldtocht naar de kust van de Middellandse Zee. Hoewel hij aanvankelijk een andere Amoriet Shamshi-adad I wist te verslaan, werd hij vermoord en na enige tijd werd ook zijn opvolger vermoord en viel Mari in handen van Shamshi-adad, die er zijn zoon op de troon installeerde. Na Shamshi-adads dood wist Zimri-Lim, waarschijnlijk de zoon van Yahdun, uit ballingschap terug te keren.
Twee belangrijke archeologische ontdekkingen dateren uit deze bloeiperiode. Het paleis van Zimri-Lim, een koning van Mari, telde meer dan 300 kamers en binnenhoven, met beelden en beschilderde muren waarvan er nog vele hoog overeind staan. Het paleis was waarschijnlijk het grootste van zijn tijd en zijn reputatie in naburige steden en koninkrijken was bekend. Het schijnt dat zowel koning Yahmad van Aleppo en de koning van Ugarit de wens hadden uitgesproken een bezoek aan het paleis te brengen om zelf de schoonheid ervan te kunnen aanschouwen. De staatsarchieven werden ook in die periode gebouwd. Uit die archieven zijn 25.000 kleitabletten gehaald. De tabletten leidden volgens André Parrot "tot een totale revisie van de historische datering van het oude Nabije Oosten en leverde meer dan 500 nieuwe plaatsnamen op, genoeg om de kaart van de oude wereld opnieuw te kunnen tekenen, of zelfs eindelijk te kúnnen tekenen.

#### Mogelijke Bijbelse connecties
In meerdere tabletten werd verwezen naar Bene-iamina (Yaminieten). "Bene-iamina zenden vuursignalen" staat ergens in een verslag van een officier van de woestijnpolitie te lezen. Opvallend is dat ook in de Hebreeuwse Bijbel iets gelijkaardigs wordt beweerd (Jeremias 6:1). Bene-iamina is daarom vaak geïdentificeerd met de Benjaminieten van de Bijbel, maar de term betekent niet veel anders dan "zonen van de rechterhand", anders uitgedrukt "zonen van het zuiden" en een verband is dan ook moeilijk aan te tonen.
Ook de Habiru worden in deze tabletten vermeld als 'een lastige groep (of stam of klasse) van rovers en plunderaars'. Naar hen wordt ook in Egyptische documenten verwezen als vrijgevochten huurlingen of losse bouwvakkers, maar eveneens overvallers of rovers. Ook hier geldt dat de naamsgelijkenis met Hebreeuwen meer een toevalligheid van onze taal is dan die van de oudheid en een verband is ook hier moeilijk aantoonbaar.
Het archief van Maritabletten overtuigde professor Albright om Abraham begin midden bronstijd te situeren, dat wil zeggen rond 1900 v.Chr.
De stad Haran wordt in de Maritabletten genoemd als zijnde een religieus centrum voor West-semietische stammen, die in de tempel aldaar de maangod Sin vereerden. Het noordelijker gelegen Haran was tevens een handelspost van zeker belang op de oude karavaanroute van Mesopotamië naar Noord-Syrië en vandaar naar Palestina en Egypte.

### De definitieve verwoesting
Mari werd opnieuw verwoest, deze keer omstreeks 1759 v.Chr., door Hammurabi. dat is bekend uit de talrijke tabletten uit de staatsarchieven die vermelden dat Hammurabi zich tegen zijn oude bondgenoot Zimri-Lim keerde en hem op het slagveld versloeg. Na deze verwoesting werd de plaats af en toe bewoond door Assyriërs en Babyloniërs, maar de stad bleef een dorp tot de komst van de Grieken en verdween daarna uit de geschiedenis. In dezelfde streek ontstond later het vorstendom Ḫana rond Terqa dat soms een onafhankelijk koninkrijk vormde. Tot in de Middelassyrische tijd noemden de vorsten van Ṭābatu(m) Tell Taban zich "koningen van het land van Mari", hoewel ze een soort Assyrisch protectoraat regeerden.

## Economie
De groei van een klein dorp tot een belangrijk handelscentrum was het gevolg van zijn diverse economie in de oude wereld. De stad ging gaandeweg de handelswegen beheersen tussen verschillende gebieden zoals westelijk Iran, Mesopotamië, Karchemish en delen van Anatolië. Tot de steden waar Mari handel mee dreef behoren Ur, Aleppo, en Ugarit. De ladingen die door de stad kwamen werden steeds diverser; dadels. olijven, aardewerk, porselein, granen, timmerhout en natuursteen worden genoemd.

## Cultuur en religie
De bewoners van Mari stonden bekend om hun ingewikkelde kapsel en kleding en werden tot de Mesopotamische beschaving gerekend, ook al lag de stad meer dan 200 km stroomopwaarts van Babylon. Sommige onderzoekers stellen dat Mari voor zuidelijk Mesopotamië als een handelsvoorpost kan hebben gediend.
De bewoners van Mari aanbaden een groot aantal Sumerische goden en godinnen. Aan Dagan, de god van de stormen, was een hele tempel gewijd. Ook Ishtar, de godin van de vruchtbaarheid, en Shamash, de zonnegod hadden er hun eigen tempel. Men geloofde dat Shamash alziend en alwetend was, en op veel rolzegels is hij dan ook staand tussen twee deuren afgebeeld. Volgens de legende van Gilgamesj bevonden deze deuren zich tussen de berg Mashu en gaan de deuren aan de oostkant naar de hemel. Via het omvangrijke handelsnetwerk van Mari werden Sumerische goden en godinnen naar niet-Sumerische steden overgebracht, waar ze geïncorporeerd werden in de lokale godsdienst.